# Simon Gade
Simon Sandgrav Gade (født 3. januar 1997 i Holstebro, Danmark) er en dansk håndboldspiller som spiller for TSV Hannover-Burgdorf.